# Batumi
Batumi (in georgiano ბათუმი?), già Batum o Batoum, è una città della Georgia, la seconda più grande del paese e capoluogo dell'Agiaria, regione della Georgia sud-occidentale che si affaccia sul Mar Nero.
Sede di un porto molto importante, la città è un centro commerciale e uno snodo ferroviario, oltre a essere conosciuta come importante località turistica e per la base militare. Dal luglio 2007 è la sede della Corte costituzionale della Georgia, dopo il trasferimento dalla capitale Tbilisi. Climaticamente si trova alla periferia settentrionale dell'Asia subtropicale, in una zona subtropicale ai piedi del Caucaso, conseguentemente è ricca di prodotti agricoli come agrumi e tè.

## Storia

### Storia antica
Batumi si trova sul sito dell'antica colonia greca chiamata Bathus o Bathys, con il nome che deriva dal greco antico βαθύς λιμήν (bathýs limēn). La città, il cui nome tradotto letteralmente significava "porto profondo", faceva parte della antico territorio della Colchide. Sotto l'imperatore romano Adriano, che regnò dal 117 al 138, la città divenne un porto fortificato romano. Successivamente nel VI secolo, sotto l'imperatore bizantino Giustiniano I, Batumi perse importanza come avamposto romano orientale nel Caucaso in favore della vicina città fortificata di Petra. Sede di una guarnigione bizantina, fu formalmente un possedimento del Regno di Lazica fino a quando venne occupata per un breve periodo di tempo dagli arabi del califfato omayyade, che però non mantennero un controllo permanente. Nel 780 la Lazica venne annessa dal Regno di Abcasia attraverso un'unione dinastica, costituendo uno degli atti che portò, dopo ulteriori fusioni, alla unificazione del regno di Georgia nell XI secolo.

### Dominazione ottomana
Nel XV secolo durante il regno del principe Kakhaber II Guriel, i turchi dell'Impero ottomano conquistarono la città e il suo distretto, ma non mantennero forze di occupazione. Gli ottomani ritornarono un secolo dopo e inflissero una sconfitta decisiva agli eserciti georgiani nel 1545 con la battaglia di Sokhoista. Batumi fu ripresa più volte dai georgiani, dapprima nel 1564 dal principe Rostom Gurieli, che la perse subito dopo, e in seguito nel 1609 da Mamia II Gurieli. Nel 1703 Batumi divenne nuovamente a pieno titolo parte dell'Impero ottomano. Nel successivo secolo e mezzo di dominio turco, la città conobbe un periodo di crescita economica sviluppandosi come porto provinciale al servizio delle regioni interne dell'impero sulle coste orientali del Mar Nero. La conquista turca portò anche a un inizio di islamizzazione della regione fino ad allora cristiana, ma la tendenza terminò e in gran parte si invertì, quando l'area venne riannessa alla Georgia imperiale russa dopo la guerra russo-turca del 1877-1878.

### Impero Russo

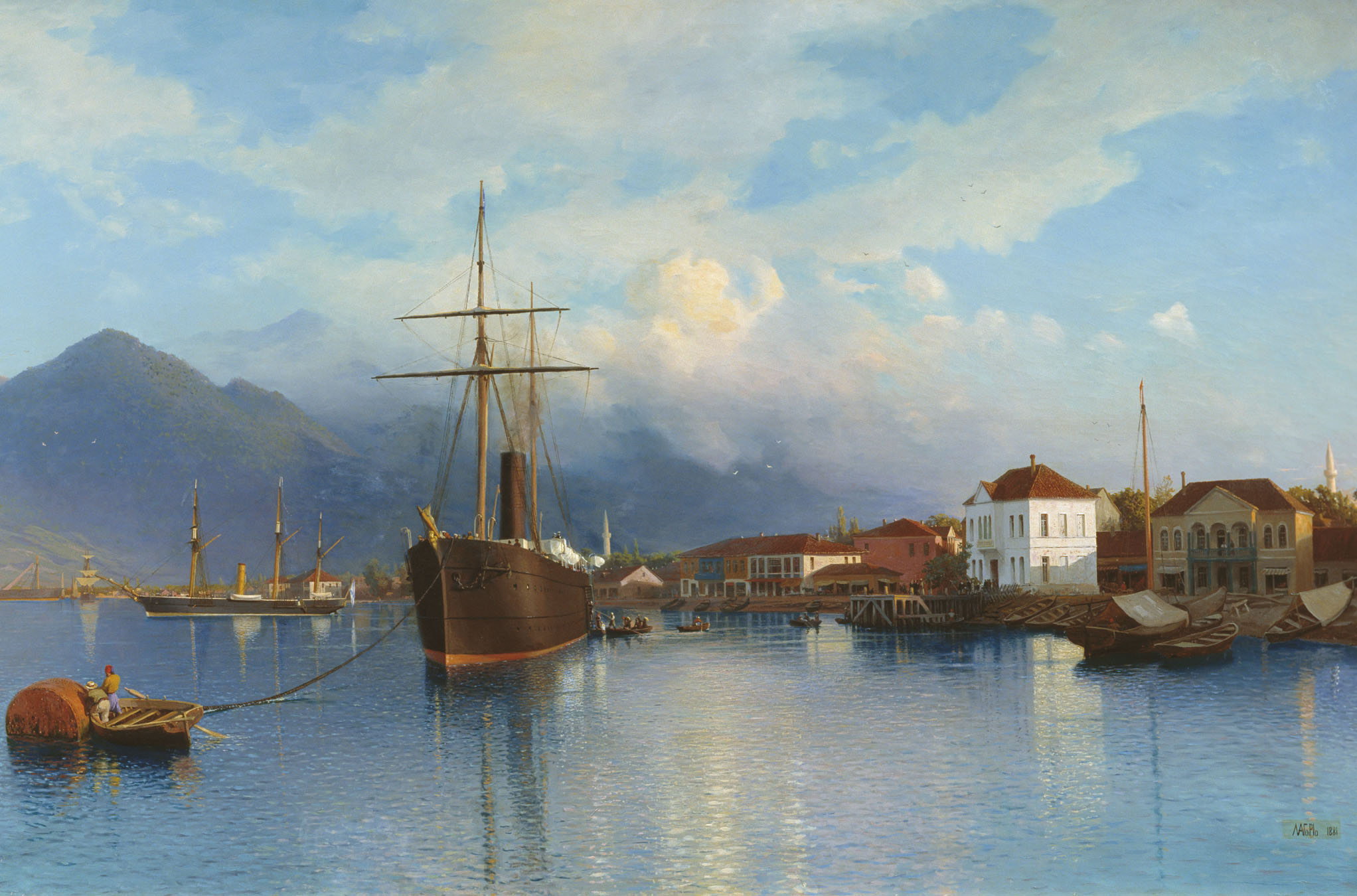
Il porto di Batumi nel 1881

Batumi fu l'ultimo porto del Mar Nero ad essere preso dalla Russia durante la conquista di quell'area del Caucaso. Nel 1878 la città fu annessa all'Impero russo come conseguenza del trattato di San Stefano tra Russia e Impero Ottomano. Occupata dai russi il successivo 28 agosto 1878, la città fu dichiarata porto franco fino al 1886. Inizialmente istituita come centro di un distretto militare speciale, venne in seguito incorporata amministrativamente nel Governatorato di Kutaisi il 12 giugno 1883. Tra il 1878 e il 1918 Batumi fu capitale del Batum Okrug (distretto) che insieme al vicino Artvin Okrug costituivano l'Oblast' di Batumi (regione), posto sotto l'amministrazione diretta del viceré del Caucaso.
L'espansione di Batumi in età imperiale iniziò con la costruzione della ferrovia transcaucasica Batumi–Tiflis–Baku (completata nel 1883) e dell'oleodotto Baku-Batumi inaugurato nel 1907. Da quella data, Batumi divenne il principale porto petrolifero russo nel Mar Nero. La popolazione aumentò rapidamente raddoppiando in 20 anni passando da 8 671 abitanti nel 1882 a 12 000 nel 1889. Nel 1902 la popolazione aveva raggiunto le 16 000 unità, con 1 000 persone che lavoravano nella raffineria della Bnito in russo Батумское нефтепромышленное и торговое общество?, Batumskoye Neftepromyshlennoye i Torgovoye Obschestvo (Compagnia petrolifera del Caspio e Mar nero) dei Rothschild.
A partire dal 1880 e negli anni seguenti, più di 7 400 abitanti della città aderenti al movimento di protesta Duchobory (in russo духоборы?) contro la chiesa cristiana ortodossa, chiesero di emigrare in Canada dopo aver ricevuto autorizzazione dal governo. Quaccheri e Tolstoiani aiutarono a raccogliere fondi per il trasferimento della minoranza religiosa, che era entrata in conflitto con il governo imperiale per il suo rifiuto di prestare servizio nell'esercito e in altre posizioni. Questa comunità si stabilì in Canada nelle province del Manitoba e Saskatchewan.

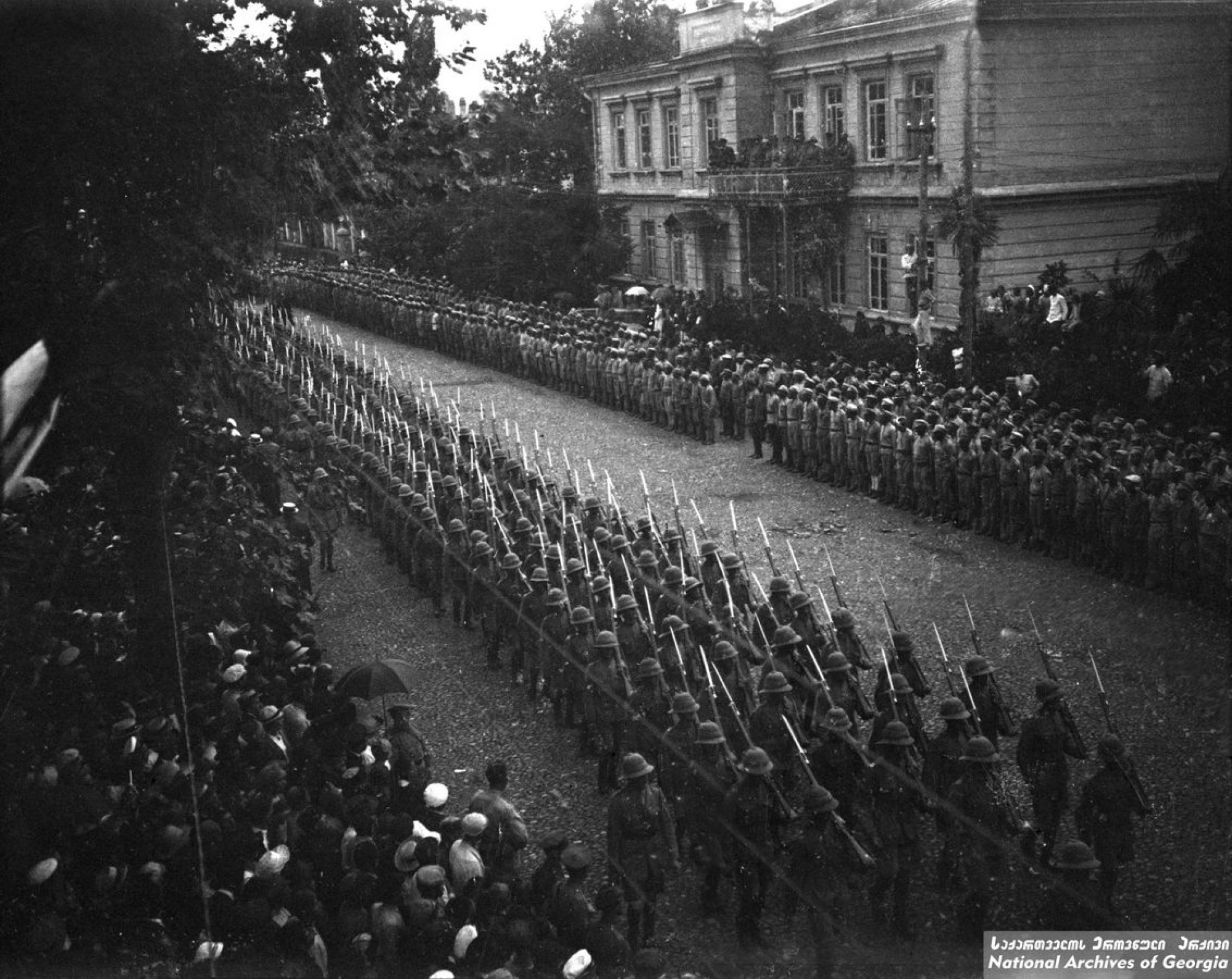
Truppe britanniche sfilano in parata a Batumi nel 1920

### Guerra civile russa, Unione Sovietica e indipendenza del 1991
Nel 1901, sedici anni prima della Rivoluzione d'ottobre, Iosif Stalin, il futuro leader dell'Unione Sovietica, visse in città organizzando scioperi.
Durante la prima guerra mondiale Batumi e tutta la regione della Agiaria vennero temporaneamente occupate dall'esercito ottomano prima e da quello britannico poi, che vi insediò il Governatorato del Caucaso sud-occidentale. Il 3 marzo 1918, con l'uscita della Russia dal conflitto mondiale, il trattato di Brest-Litovsk restituì la città all'Impero ottomano, come in seguito confermato nel trattato di Batumi del successivo giugno 1918 tra l'Impero ottomano e la neo-costituita Repubblica Democratica di Georgia, esistita tra il 1918 ed il 1921. Dopo un breve conflitto militare nel marzo del 1921, il governo di Ankara di Mustafa Kemal Atatürk riconobbe la sovranità georgiana sulla parte settentrionale della Agiaria, inclusa Batumi, ai bolscevichi che si erano lanciati in una campagna di riconquista delle Repubbliche del Caucaso meridionale.
Nel trattato di Kars la Turchia cedeva la sovranità sulla regione, ma chiedeva il riconoscimento dell'autonomia delle popolazioni musulmane. Inizialmente le autorità sovietiche crearono la Repubblica Socialista Sovietica Autonoma d'Agiaria (1921) dotata di notevole autonomia, pur continuando a far parte della Repubblica Socialista Sovietica Georgiana. In seguito però, anche nella regione le comunità religiose vennero contrastate secondo quanto prevedevano gli obiettivi ideologici sovietici.
Quando la Georgia riguadagnò la sua indipendenza dall'Unione Sovietica nel 1991, divenne figura di spicco Aslan Abashidze, nominato capo del consiglio direttivo dell'Agiaria e rimasto in carica durante i disordini degli anni '90, rimanendo il politico di riferimento della regione per tutto l'iniziale periodo post-sovietico. Nel maggio 2004, però, Abashidze fu costretto a fuggire in Russia a seguito delle proteste di massa a Batumi, concludendo la cosiddetta "crisi agiara del 2004" che portò alle soglie dello scontro armato contro l'allora presidente della Georgia Mikheil Saak'ashvili.

## Geografia fisica

### Clima

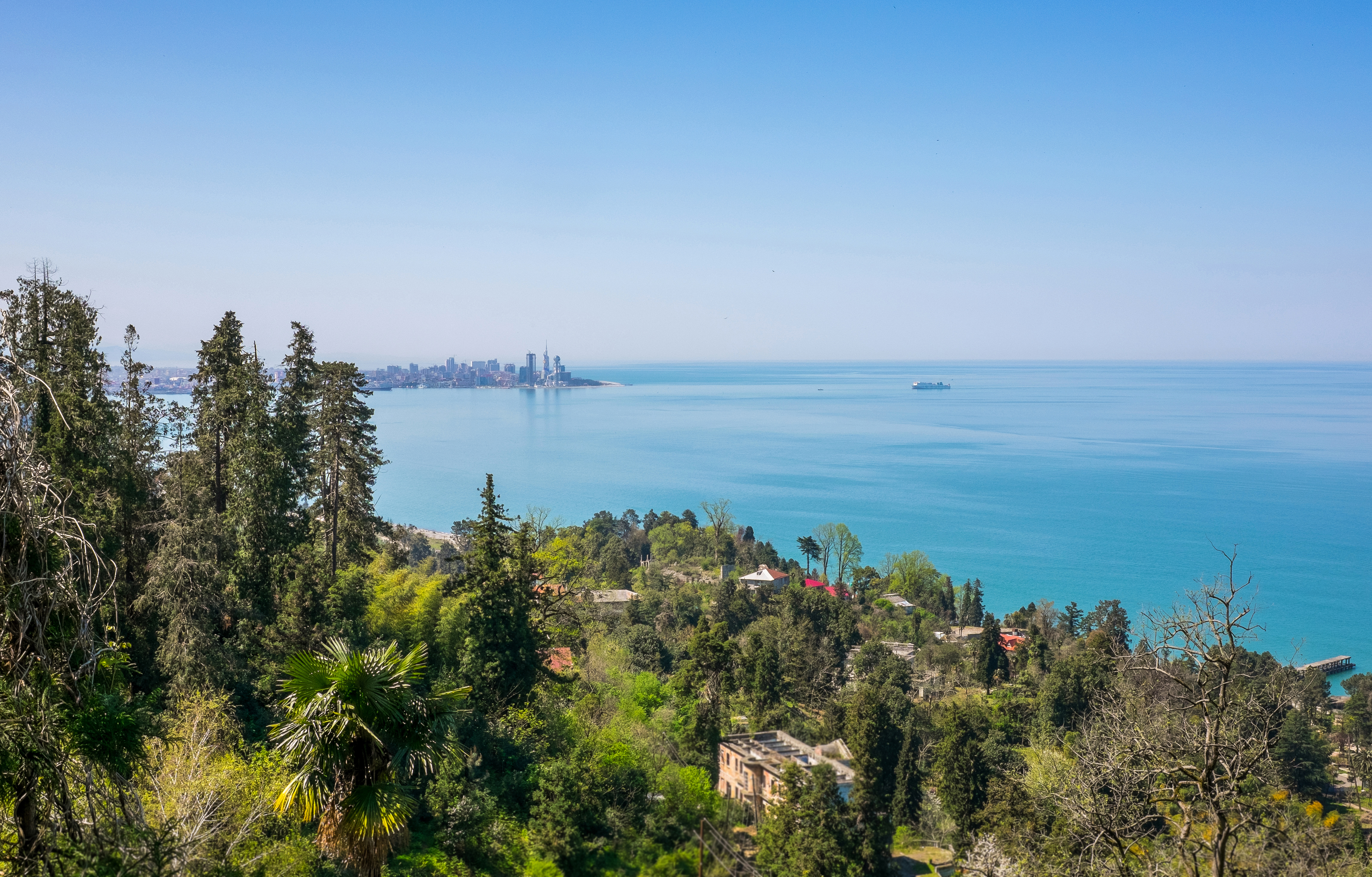
Vista della costa di Batumi

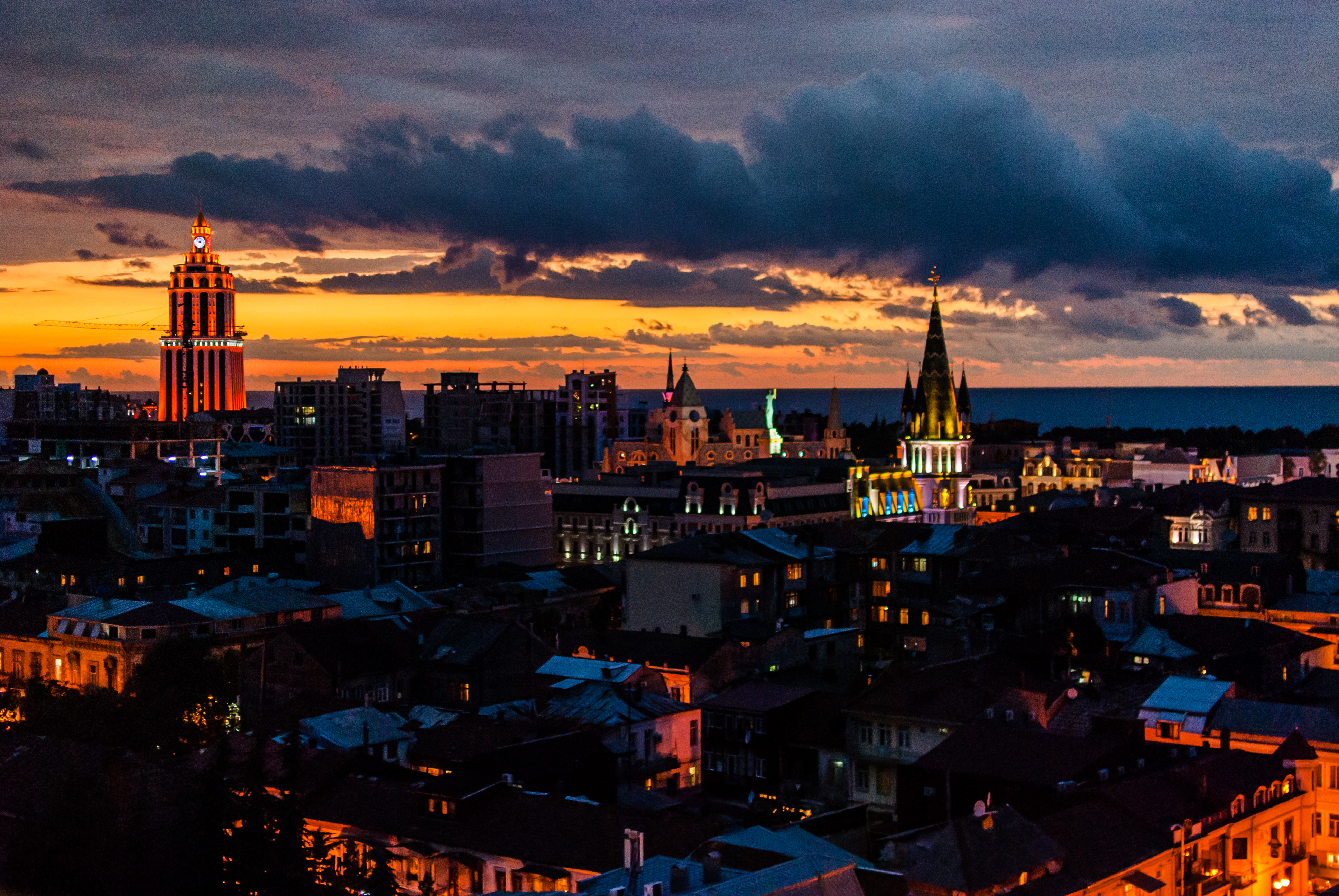
Vista notturna di Batumi

Batumi ha un clima subtropicale umido secondo la classificazione di Köppen. Il clima della città è fortemente influenzato dalle perturbazioni provenienti dal Mar Nero ed è soggetto all'effetto orografico delle vicine colline e montagne, con conseguenti precipitazioni significative durante la maggior parte dell'anno, che rendono Batumi la città più umida della Georgia e dell'intera regione del Caucaso.
La temperatura media annua a Batumi è di circa 14 °C (57,2 °F). Gennaio è il mese più freddo con una temperatura media di 7 °C (44,6 °F). Agosto è il mese più caldo, con una temperatura media di 22 °C (71,6 °F). La temperatura minima assoluta registrata è −6 °C (21,2 °F) e il massimo assoluto è 40 °C (104,0 °F). Il numero di giorni con temperature giornaliere superiori a 10 °C (50,0 °F) è 239. La città riceve 1958 ore di sole all'anno.
Le precipitazioni medie annue di Batumi sono 2435 mm. Novembre è il mese più umido con una media di 312 mm di precipitazione, mentre maggio è il più secco, media 84 mm. A Batumi generalmente non si verificano significative nevicate che superino i 30 cm e il numero medio di giorni con presenza di neve è di 12 all'anno. Il livello medio di umidità relativa varia dal 70% all'80%.
| Batumi                             | Mesi | Mesi | Mesi | Mesi | Mesi | Mesi | Mesi | Mesi | Mesi | Mesi | Mesi | Mesi | Stagioni | Stagioni | Stagioni | Stagioni | Anno  |
| Batumi                             | Gen  | Feb  | Mar  | Apr  | Mag  | Giu  | Lug  | Ago  | Set  | Ott  | Nov  | Dic  | Inv      | Pri      | Est      | Aut      | Anno  |
| ---------------------------------- | ---- | ---- | ---- | ---- | ---- | ---- | ---- | ---- | ---- | ---- | ---- | ---- | -------- | -------- | -------- | -------- | ----- |
| T. max. media (°C)                 | 10,3 | 11,2 | 12,5 | 16,2 | 20,1 | 24,3 | 26,2 | 26,5 | 23,5 | 20,3 | 15,8 | 12,7 | 11,4     | 16,3     | 25,7     | 19,9     | 18,3  |
| T. media (°C)                      | 6,6  | 6,7  | 8,8  | 12,3 | 16,0 | 20,2 | 22,6 | 23,1 | 19,9 | 16,4 | 11,9 | 9,0  | 7,4      | 12,4     | 22,0     | 16,1     | 14,5  |
| T. min. media (°C)                 | 4,1  | 3,8  | 5,5  | 9,3  | 13,1 | 17,3 | 19,9 | 20,3 | 16,9 | 13,4 | 9,1  | 6,4  | 4,8      | 9,3      | 19,2     | 13,1     | 11,6  |
| T. max. assoluta (°C)              | 25,3 | 27,4 | 32,2 | 38,3 | 37,2 | 39,9 | 40,6 | 39,5 | 38,1 | 35,4 | 30,1 | 28,3 | 28,3     | 38,3     | 40,6     | 38,1     | 40,6  |
| T. min. assoluta (°C)              | −7,7 | −8,2 | −6,7 | −2,5 | 3,4  | 8,1  | 12,9 | 12,6 | 7,5  | 2,0  | −3,9 | −4,2 | −8,2     | −6,7     | 8,1      | −3,9     | −8,2  |
| Precipitazioni (mm)                | 238  | 189  | 153  | 113  | 108  | 142  | 168  | 205  | 262  | 277  | 312  | 268  | 695      | 374      | 515      | 851      | 2 435 |
| Eliofania assoluta (ore al giorno) | 99   | 105  | 126  | 148  | 199  | 235  | 214  | 223  | 201  | 176  | 125  | 107  | 103,7    | 157,7    | 224      | 167,3    | 163,2 |

## Economia

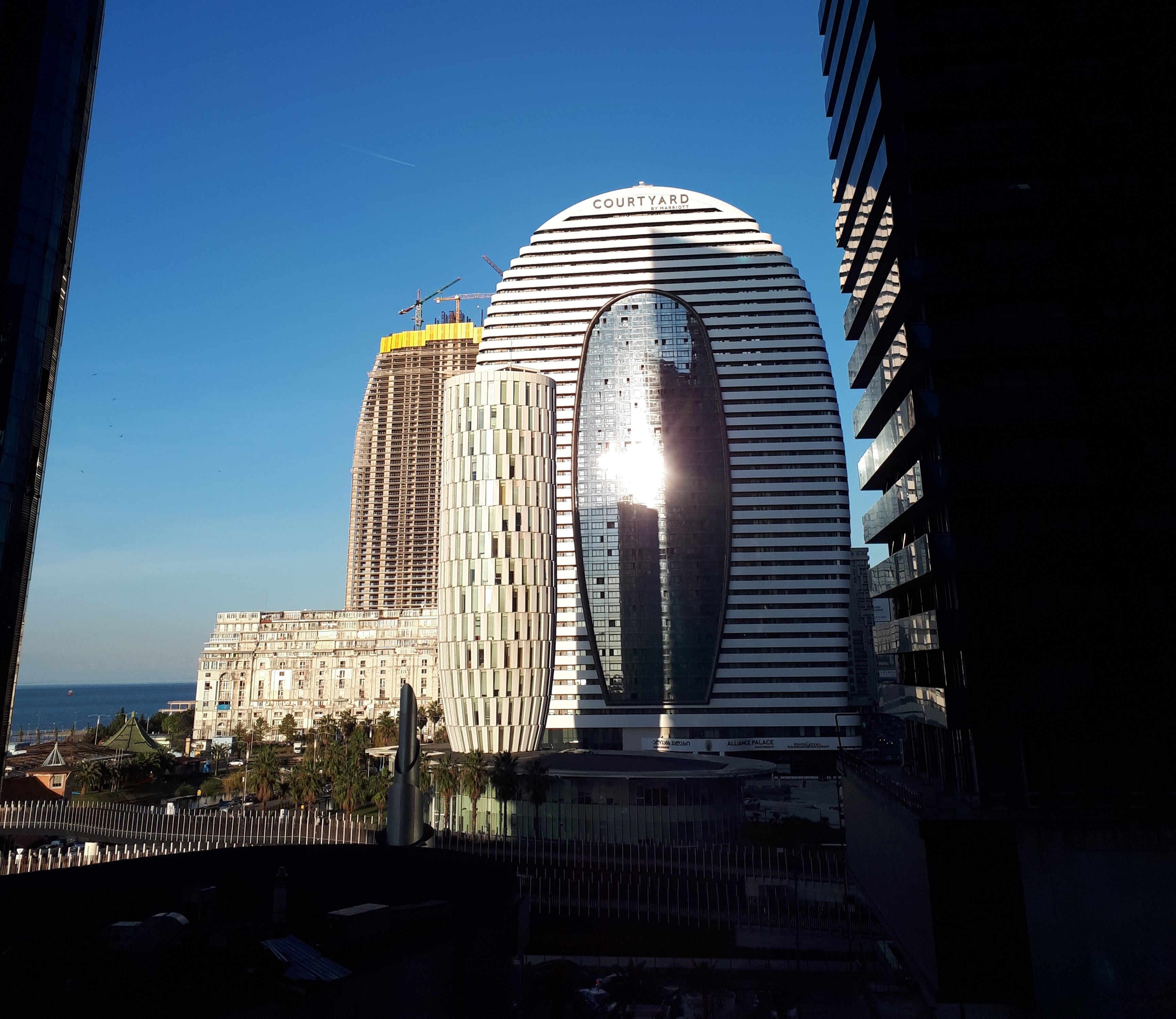
Batumi Marriott Hotel in 2024

Gran parte dell'economia di Batumi ruota attorno al turismo, grazie all'afflusso in primavera ed in estate di numerosi villeggianti che affollano le sue rinomate spiagge sassose, provenienti soprattutto da Russia e Turchia. Grande attrattiva esercita anche il gioco d'azzardo, tanto da far meritare alla città il soprannome di "Las Vegas del Mar Nero". La città è anche un importante porto marittimo e comprende industrie di costruzione navale, lavorazione alimentare e produzione leggera. A partire dal 2010, Batumi ha avuto una importante trasformazione urbanistica dopo la costruzione di numerosi grattacieli moderni, a cui si è aggiunta una opera di restauro di edifici classici del XIX secolo che costituiscono il suo centro storico.
Batumi è l'ultima fermata della ferrovia transcaucasica e sede di uno dei capi dell'oleodotto che la collega a Baku. Fino al 2008 era sede di un'importante base navale russa. Dista solo 15 chilometri dal confine turco di Sarpi.

## Monumenti e luoghi d'interesse
- Cattedrale della Madre di Dio
- Chiesa dello Spirito Santo
- Moschea di Batumi
- Sinagoga di Batumi
- Giardino Botanico di Batumi

## Economia e infrastrutture

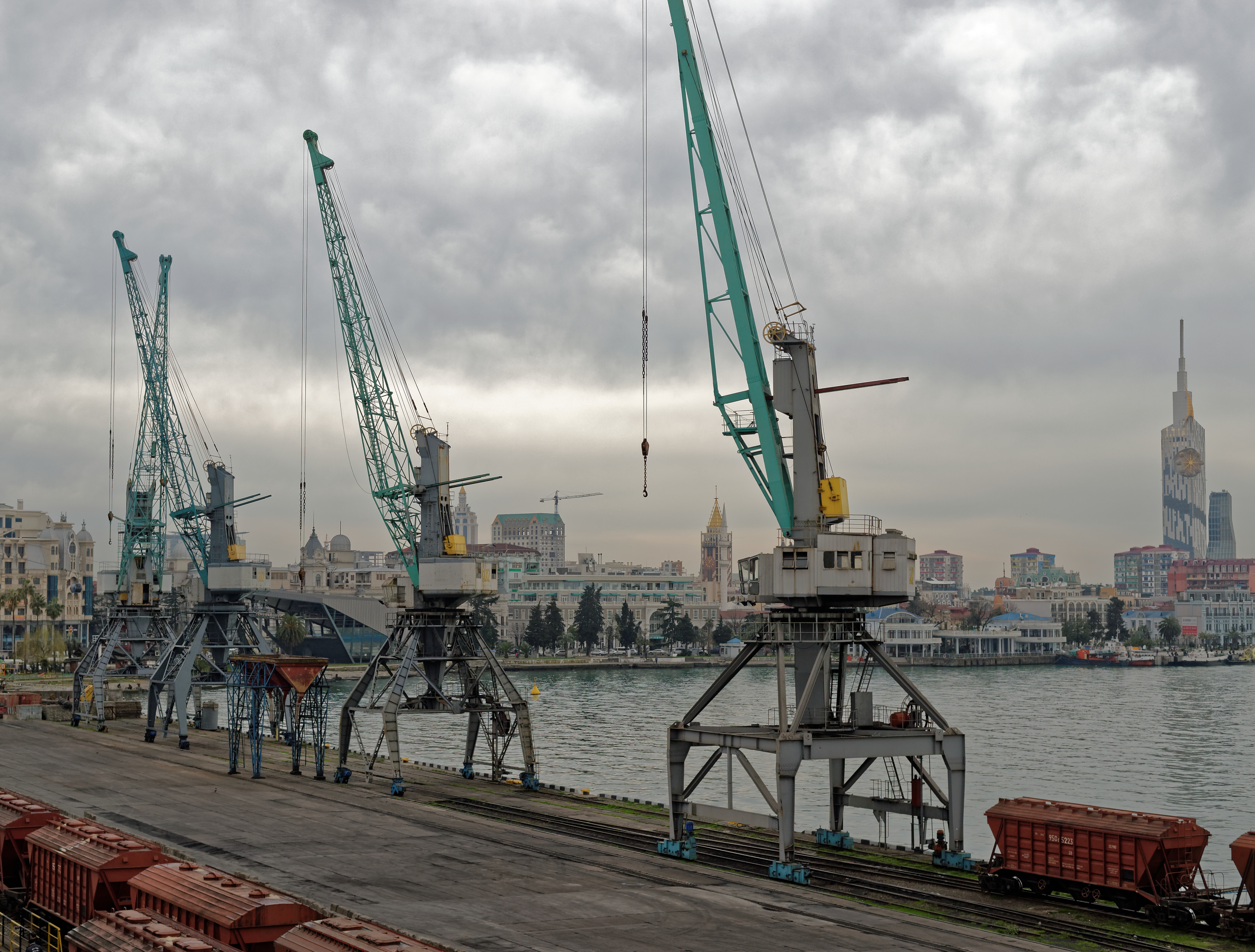
Il porto di Batumi con la città sullo sfondo.

### Trasporti
La città è servita dall'aeroporto Internazionale di Batumi, uno dei tre aeroporti internazionali del paese. È disponibile un servizio di bike-sharing denominato BatumVelo che consente di noleggiare una bicicletta per le strade cittadine utilizzando una smart card.
I principali mezzi di trasporto pubblico sono autobus, minibus e taxi. Batumi ha moderni autobus elettrici. L'utilizzo del servizio è possibile tramite la BATUMICARD, carta di transito o carte di debito/credito. Gli autobus collegano quasi ovunque in città.
Il porto di Batumi si trova su uno dei corridoi possibile delle rotte del "ponte terrestre eurasiatico", proposto dalla Cina come una delle infrastrutture dell'iniziativa della "nuova via della seta". Una delle ipotesi vedrebbe un collegamento merci verso est con la Cina attraverso l'Azerbaigian e il Mar Caspio, grazie alla linea ferroviaria Baku-Tbilisi-Kars una cui diramazione arriva a Batumi, e un collegamento verso ovest via nave sul Mar Nero con l'Ucraina e a seguire l'Europa.

## Sport
La principale squadra di calcio locale è la Dinamo Batumi.

## Amministrazione

### Gemellaggi
Batumi è gemellata con:
- Bari, Italia(1987)
- Savannah, Stati Uniti d'America (1992)
- Trebisonda, Turchia (2000)
- Vanadzor, Armenia (2006)
- Volo, Grecia (2007)
- Jalta, Ucraina (2008)
- Burgas, Bulgaria (2009)
- Marbella, Spagna (2010)
- Kuşadası, Turchia (2010)
- Ordu, Turchia (2011)
- Ternopil', Ucraina (2011)
- Ashdod, Israele (2011)
- New Orleans, Stati Uniti d'America (2012)
- Yalova, Turchia (2012)
- Naxçıvan, Azerbaigian (2012)
- Daugavpils, Lettonia (2012)
- Donec'k, Ucraina (2013)
- Praga 1, Repubblica Ceca (2013)
- Sharm el-Sheikh, Egitto (2014)
- Ürümqi, Cina (2015)
- Brėst, Bielorussia (2015)
- Pafo, Cipro (2016)
- Nysa, Polonia (2017)
- Mahilëŭ, Bielorussia (2017)[18]
- Netanya, Israele (2018)
- Breslavia, Polonia (2019)[19]
- Costanza, Romania (2020)[20]

## Galleria d'immagini

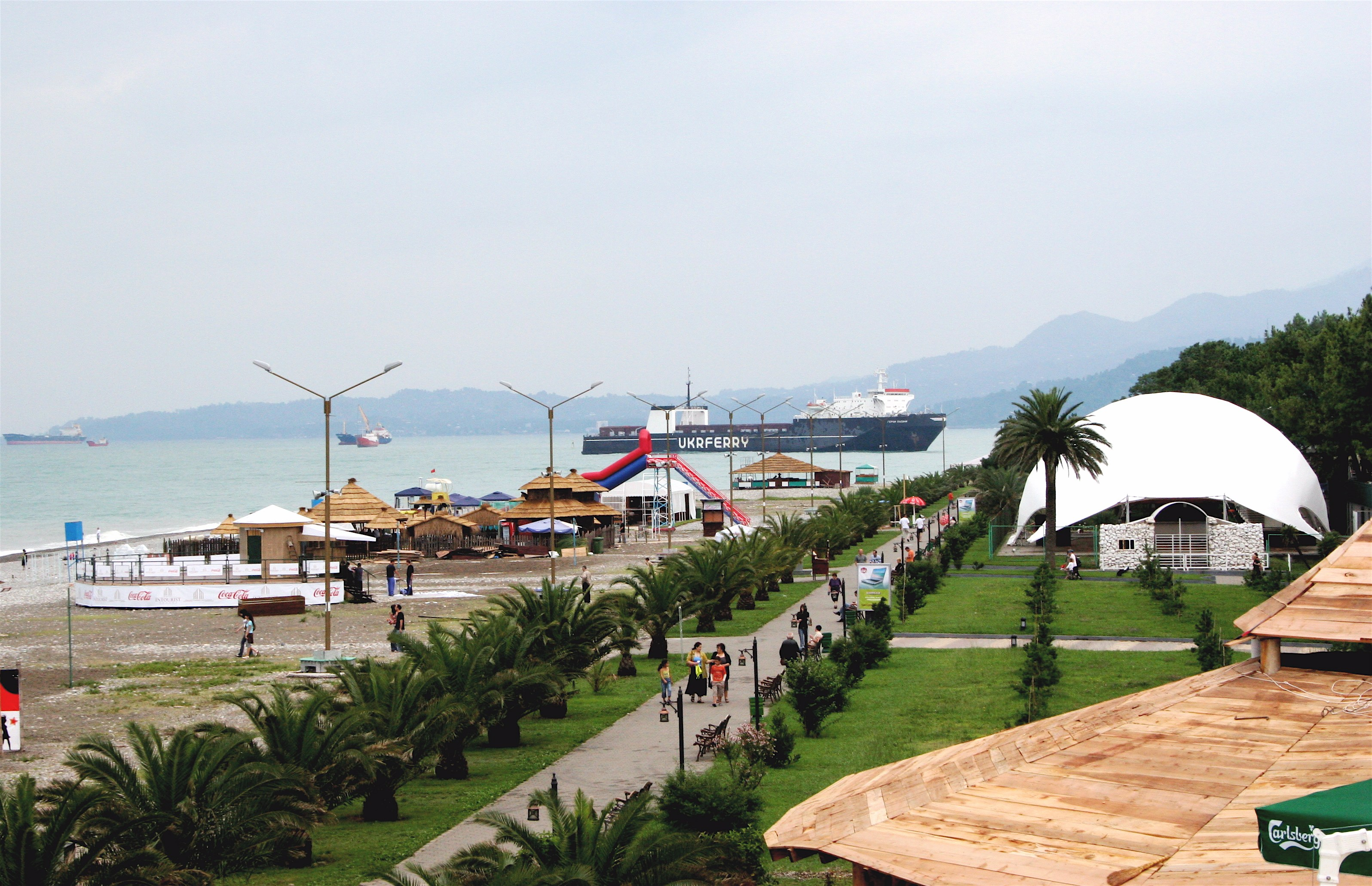
Il molo
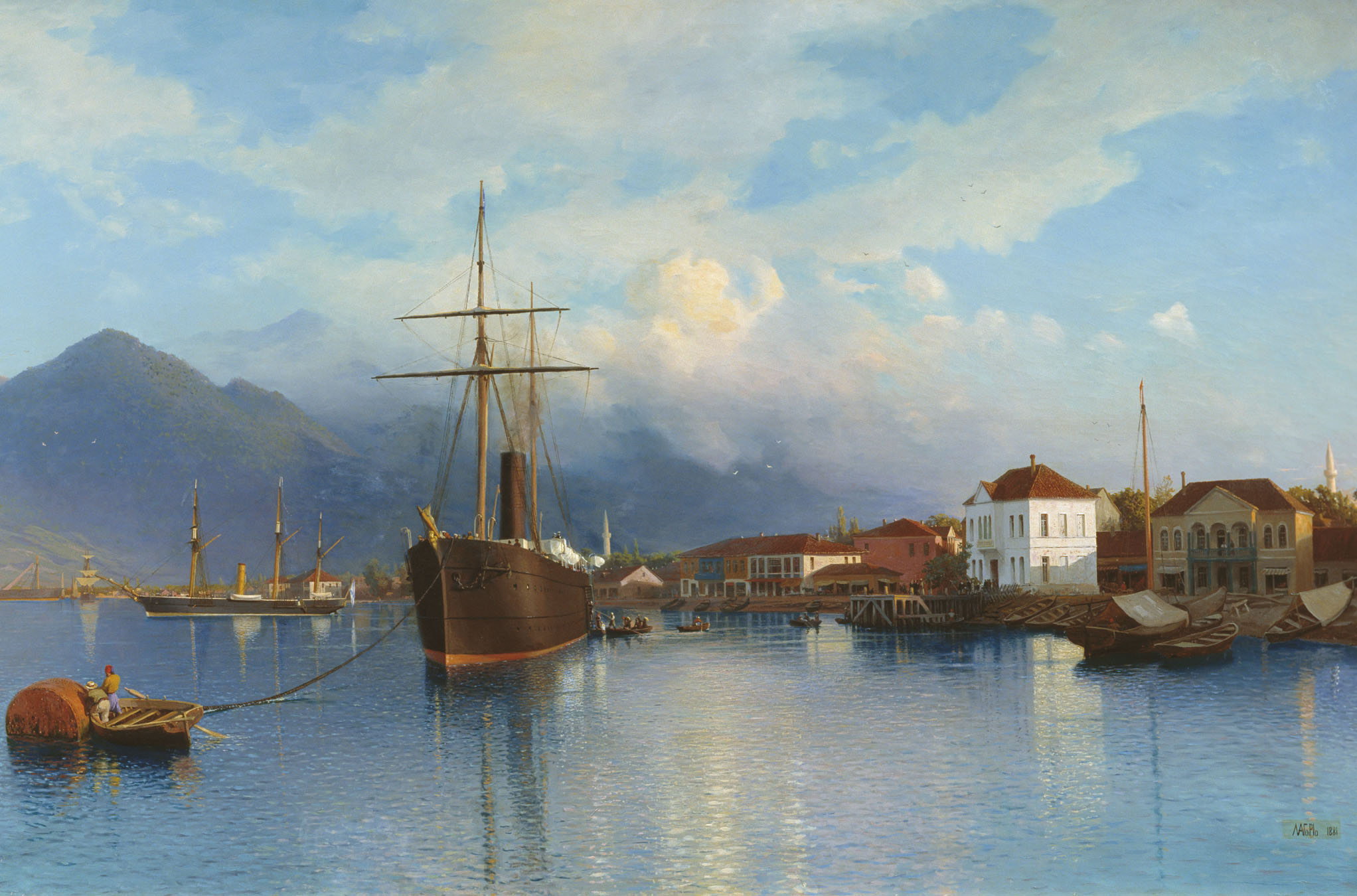
La città nel 1881
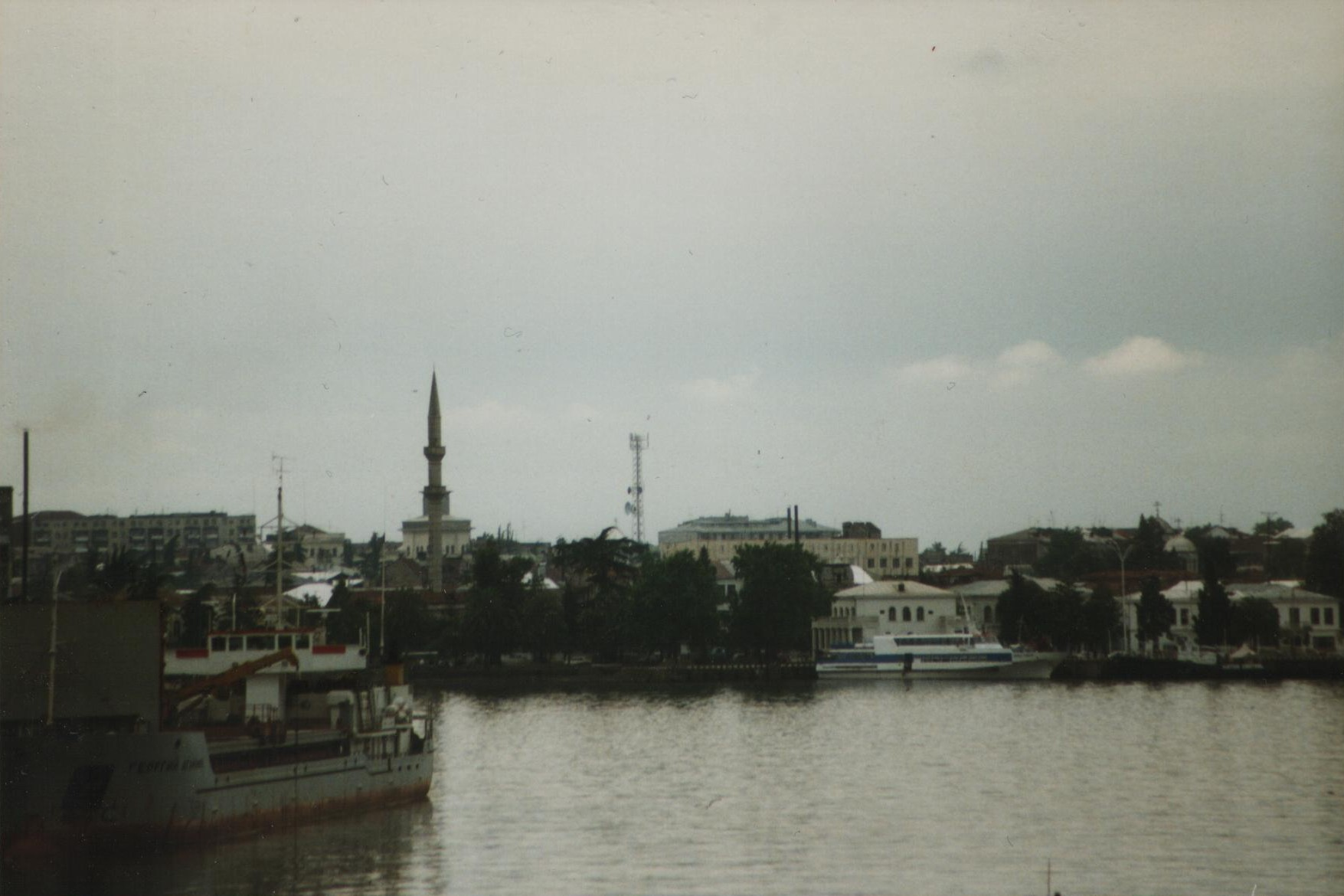
Vista dal mare
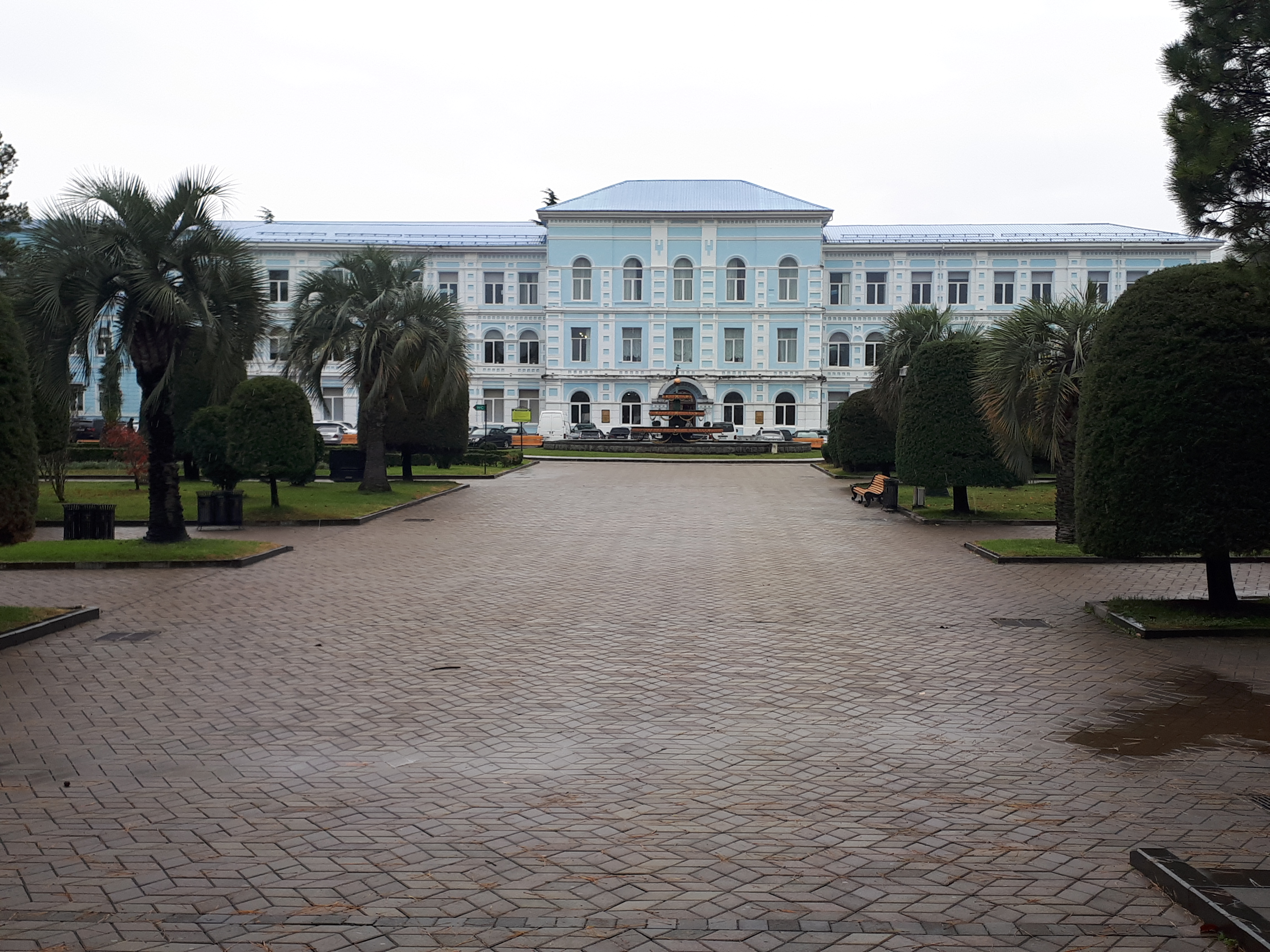
universita di Batumi
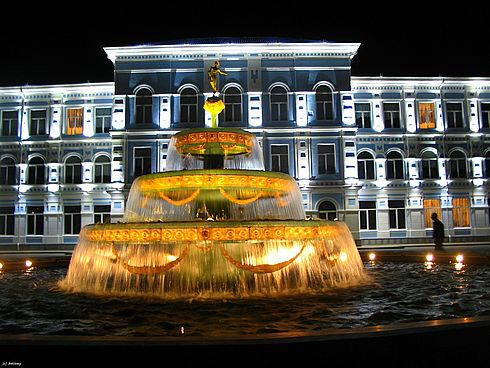
Fontana all'università
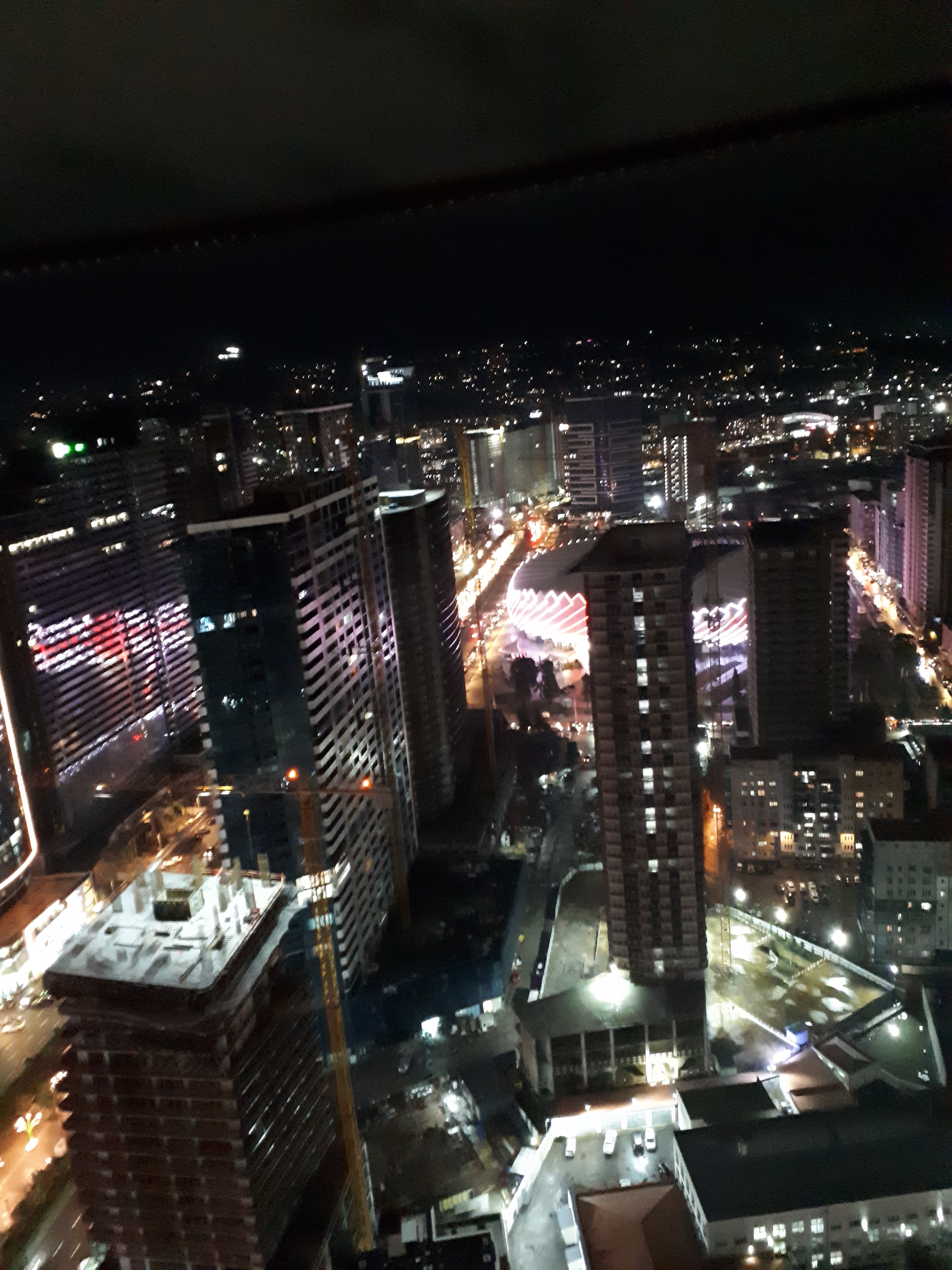
Batumi alla notte
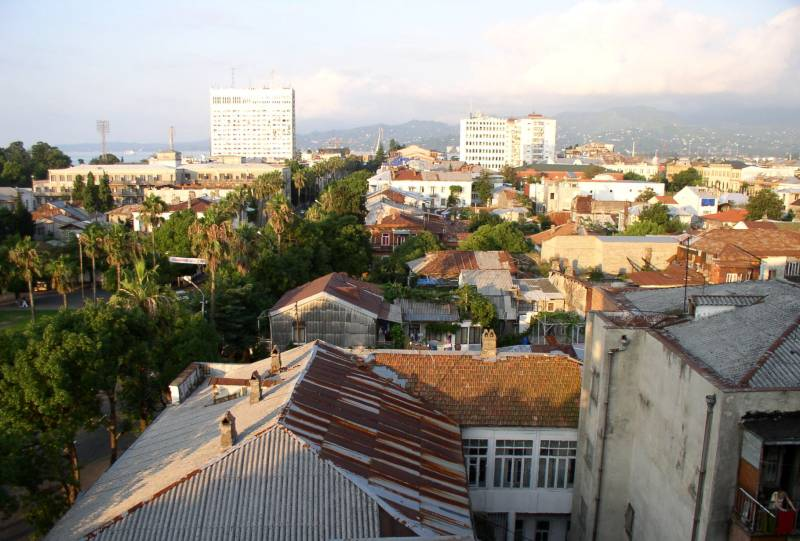
Veduta dal nord
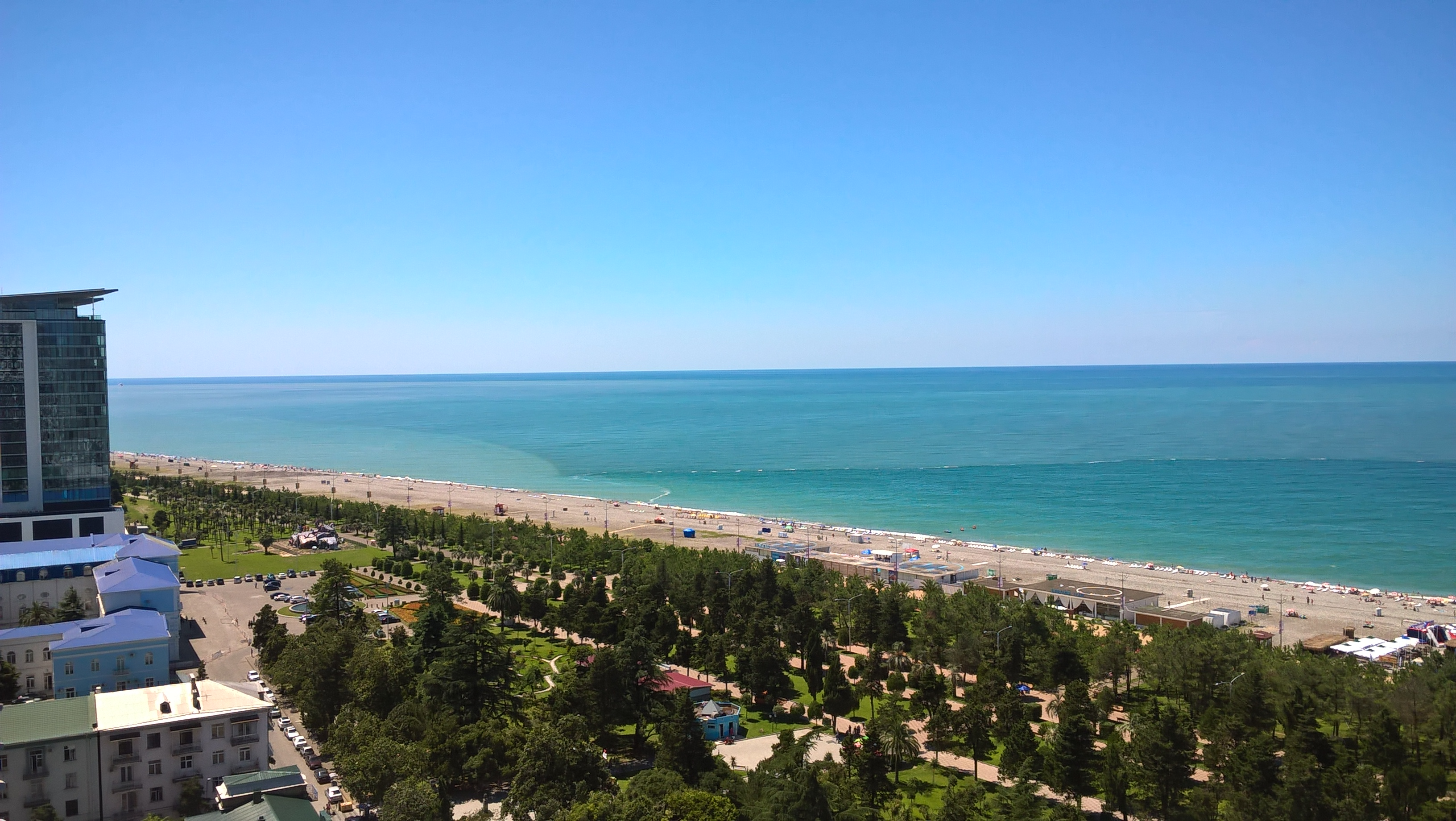
Lungomare ovest